# Rencontres parlementaires
Les rencontres parlementaires, organisées par des agences de lobbying, sont des conférences qui réunissent représentants d'intérêts et responsables politiques.

## Origine
Les rencontres parlementaires sont d'abord créées par la filiale M&M Conseils du cabinet de lobbying Boury, Tallon et associés,,, puis leur mode d'emploi est également repris par l'agence Rivington. Avec les clubs parlementaires, elles font partie des méthodes traditionnelles des lobbies pour influencer la décision politique.  
Claude Bartolone, ancien président de l'Assemblée nationale, a souhaité en 2014 que le terme de « parlementaire » ne soit plus employé pour ces rencontres.  

## Fonctionnement
Elles rassemblent des élus et des représentants d'intérêts, et ont une finalité de lobbying. Elles « permettent aux chargés de relations institutionnelles et aux lobbyistes de tout rang d'avoir un accès direct aux parlementaires et acteurs concernés, et d'échanger adresses et cartes de visite ». Ainsi, en février 2014, Christian Nibourel, président d'Accenture France Benelux et membre du comité exécutif du Medef, présente aux parlementaires 30 propositions « pour rendre l'environnement législatif plus favorable aux politiques d'empreinte sociale positive des entreprises ». Selon le président du cabinet de lobbying Rivington, « c'est l'antichambre du dépôt d'amendements en commission ». 
Les entreprises, les syndicats ou les groupes professionnels qui souhaitent avoir accès aux rencontres parlementaires acquittent auprès de l'agence de lobbying un droit d'entrée compris entre 8 000 et 20 000 euros. 
Ces rencontres se déroulent dans un premier temps dans l'enceinte de l'Assemblée nationale ou du Sénat, puis, après 2013, dans d'autres lieux tels la Maison de la Chimie,. Lors des rencontres parlementaires du 17 octobre 2000, qui se déroulent à l'Assemblée et sont organisées par M&M, la mention de l'agence organisatrice n'apparaît pas dans les documents de l'Assemblée nationale. Les « colloques parlementaires » ne peuvent plus se tenir, depuis 2011, dans l'enceinte de l'Assemblée nationale ou du Sénat, et la loi Sapin II de 2016 a rendu plus rigoureux le contrôle d'accès aux assemblées pour les lobbies : en revanche, à proximité immédiate des lieux de pouvoir, les colloques organisés à la maison de la Chimie sont, selon La Revue dessinée, « des lieux de rencontre qui échappent [...] à tout contrôle ». 
Si l'inscription obligatoire a bien lieu par l'entremise de la société M&M, les supports de communication indiquent que les rencontres parlementaires sont « organisées » ou « pilotées » par des responsables politiques,. 
La version initiale de l'article Wikipédia consacré à ces rencontres a été créée, avec des termes élogieux, par un salarié de M&M Conseils, relève le journal L'Express.

## Controverses
Jean Gicquel, déontologue de l'Assemblée nationale, pointe dans son rapport de février 2012 que « les colloques organisés par des sociétés privées faisant état du patronage d'un parlementaire [sont susceptibles de] soulever des questions d'ordre éthique ». Un rapport du Sénat indique en 2011 que « ceux qui payent le plus sont ceux qui disposent du temps de parole le plus long, si bien qu'en réalité la présence des parlementaires dans ces colloques est monnayée par l'entité organisatrice auprès des acteurs d'un secteur ( ce qui s'apparente, dans certains cas, à un véritable "racket" ) ».
Il est possible que des élus aient été rémunérés pour leur participation à ces rencontres parlementaires. En septembre 2013, la déontologue de l'Assemblée indiquait « la rémunération pour la participation à un colloque est parfaitement concevable », mais pouvait « cependant devenir problématique sur le plan déontologique ».
Les rencontres parlementaires sont fréquemment animées par des journalistes qui font des « ménages », et engagent leur notoriété pour arrondir leurs fins de mois.